# Pan Maleńczuk (album)
Pan Maleńczuk – solowy album Macieja Maleńczuka. Jest to pierwszy oficjalny album byłego lidera Püdelsów i zarazem pierwszy materiał umieszczony na płycie CD (trzy poprzednie albumy zostały nagrane tylko na kasetach magnetofonowych).

## Lista utworów
1. Pan Maleńczuk 2'56
2. Człowiek z wiekiem do trumny 3'45
3. Edek Leszczyk 2'59
4. Mani Mani 3'26
5. Nobody 3'25
6. Rebeka i Zenek 3'25
7. Pierwszy dzień w pudle 1'36
8. Recydywa i ja 3'14
9. Villon 4'09
10. Syf 4'04
11. Józef Kania 3'24
12. Nikt z Nikąd 3'54
13. Zima zima 3'21
14. Mirek Jankowski 3'26
15. Ach proszę pani 2'22
16. Postacie 3'38
17. Luty 1989 2'36
18. Święto kobiet 1'49
19. Armia 2'14
20. Sierpień w Krakowie 3'28
21. Soffe U 1'52
22. W tym mieście trudno jest żyć 1'00